# 4Story
4Story è un videogioco MMORPG fantasy gratuito sviluppato dalla Zemi Int. e distribuito da Gameforge, distributore anche di: Metin2, Gladiatus, AirRivals, Bitefight, NosTale, OGame e Cabal Online. È basato su un mondo fantastico diviso in 3 regni, uno neutrale, quello di Gor e due in continuo conflitto: quello guerriero di Valorian e quello magico di Derion.
Come per altri titoli MMORPG Free-to-Play, il gioco consente ai giocatori di effettuare acquisti con valuta reale attraverso il "Cash Shop", per l'utilizzo delle cosiddette Pietre Lunari.
L'acquisto di oggetti disponibili nel Cash Shop offre numerosi vantaggi, consentendo ai giocatori di progredire più rapidamente rispetto a coloro che non utilizzano questo servizio. I vantaggi della componente a pagamento, come in ogni MMORPG gratuito, influenzano maggiormente le fasi avanzate del gioco. Un altro elemento distintivo è rappresentato dalla presenza delle gilde, che contribuiscono a rendere il gameplay più coinvolgente grazie alle dinamiche di cooperazione e competizione tra i giocatori.

## Trama
Concordemente con la storia, disponibile sul sito di 4Story, il mondo di Iberia popolato da umani, fate e felinidi è diviso in tre regni: Derion, Valorian e Gor, quest'ultimo neutrale.
Sebbene in passato vi siano stati travagliati conflitti sfociati in ben due guerre mondiali tra gli dei ed innumerevoli battaglie tra i regni, al momento la situazione è stabile a causa di un equilibrio di potere tra Valorian e Derion.

## Modalità di gioco
In 4Story, i giocatori possono attaccare liberamente membri della fazione avversaria sia durante le guerre giornaliere tra regni, sia in altre modalità di gioco. Sconfiggere un avversario consente di ottenere punti onore e crediti, mentre una sconfitta comporta la perdita di punti onore, ma non di crediti. La quantità di crediti e punti onore guadagnati dipende dalla differenza di livello tra i giocatori coinvolti nello scontro.
I punti onore accumulati determinano la posizione nella classifica generale, mentre i crediti possono essere utilizzati per acquistare ingredienti necessari a forgiare oggetti speciali. I combattimenti tra giocatori possono avvenire anche durante le guerre di conquista o difesa.
In 4Story è possibile sfidare giocatori della stessa fazione. Questo tipo di scontro non offre ricompense in termini di punti onore o crediti, ma contribuisce a migliorare la posizione nella classifica e rappresenta uno strumento di allenamento e intrattenimento. Le statistiche degli scontri vengono registrate nella scheda del personaggio.
A differenza di altri MMORPG l'attacco base è di scarsa rilevanza, compensata dalla presenza di numerose abilità speciali (skill) specifiche per ciascuna classe. I giocatori devono selezionare attentamente le abilità più efficaci per il combattimento. 
Le abilità si suddividono in tre categorie principali:
- Skill di danno: abilità che infliggono danni superiori rispetto agli attacchi base. Alcune di queste abilità possono applicare effetti negativi (ad esempio, danni nel tempo), sebbene il loro impatto immediato sia generalmente inferiore rispetto alle abilità di danno diretto.
- Skill di potenziamento (buff): abilità che migliorano le prestazioni del personaggio, aumentando parametri come difesa, attacco, resistenza magica e probabilità di successo degli attacchi. Il sacerdote è l'unica classe in grado di applicare buff anche ad altri giocatori.
- Skill di controllo (stun): abilità che consentono di immobilizzare, congelare, disorientare o costringere l'avversario alla fuga. Ogni classe dispone almeno di una di queste abilità, che risultano particolarmente utili in battaglia.

Oltre alle modalità di gioco tradizionali, 4Story include modalità PvP avanzate:
- BattleGround (BG): Scontri tra squadre composte da 5 giocatori ciascuna (5v5).
- Battle of Worlds (BoW): Una modalità su larga scala che coinvolge un minimo di 25 giocatori contro 25 fino a un massimo di 49 contro 49.

### Ambientanzioni

#### Regni
I regni Derion e Valorian sono a loro volta suddivisi in regioni più piccole. Di solito più il livello dei giocatori è alto, più questo si allontana dalla regione (o dal villaggio in caso di livello basso).
- Derion: situato nell'est del continente di Iberia, Derion è un regno che basa il suo potere nella superiore conoscenza della magia e ha come capitale Markut. Si tratta di un regno feudale tenuto sotto controllo dai potenti cavalieri magici, che lo amministrano e lo difendono con tenacia. I Derioniani sono un popolo caratterizzato da un forte senso dell'onore. A capo siede Ruard Lopesa, ex primo ministro di Iberia al tempo della regina Blodeuedd, impadronitosi del trono grazie al pugno di ferro ed alla grande dimestichezza con la magia.

L'ambientazione di Derion è ispirata in generale al fantasy e al mistico, con un aspetto vagamente orientale ed elfico.
- Valorian: posto ad ovest del continente, con capitale Keter, Valorian si staccò da Derion grazie all'azione indipendentistica dell'attuale regnante, Neban Maha, generale, storico e un tempo braccio destro di Ruard Lopesa. La società di questo regno è fortemente incentrata sull'organizzazione militare e l'agricoltura, e i mercenari si occupano della sua protezione. I Valoriani sono un popolo militaresco e guerrafondaio, caratterizzato da una forte determinazione. L'architettura e l'ambientazione è ispirata al medioevo occidentale, con spunti al Rinascimento Italiano.
- Gor: si trova al sud del continente d'Iberia, è un popolo di mercenari, che supporta ambedue le nazioni, Derion e Valorian. Consiste in un regno "speciale". I giocatori iniziano con un allenamento a Gor, per scegliere successivamente se schierarsi dalla parte dei Derion o dei Valorian. Arrivati ad un certo livello, (80), finita l'intricata storia di uno dei due regni (molto simili tra di loro), torneranno al regno d'origine, non compromettendo lo svolgimento delle missioni successive, che sono identiche per ambedue i regni. Non obbligatoriamente al livello 90 si può entrare a far parte di Gor o cambiare regno. I giocatori potranno inoltre scegliere, per continuare a divertirsi nel vero obiettivo del gioco !!cioè nel combattimento tra giocatori!!, di diventare mercenari, e appoggiare uno dei due regni in opposizione in base alle loro preferenze. Con l'avvento del nuovo territorio Gor, viene data al giocatore la possibilità di cambiare la propria nazionalità e di acquisire la cittadinanza di Gor. Per fare ciò è necessario parlare con il Re di Gor nella capitale della nazione.

### Ruoli

#### Razze
Nel videogioco sono presenti tre razze:
- Umano: gli Umani (o Pirhollon) raggiunsero per ultimi il continente di Iberia. Considerati deboli fin dal loro arrivo dalle altre razze, gli umani sfatarono questo stereotipo grazie alla loro ambizione, adattabilità e abilità con gli utensili. Oggi sono una massiccia presenza sul continente.

Si distinguono tra le razze per la loro versatilità, resistenza magica e per l'abilità con archi e balestre.
- Fata: le Fate (o Mirhur) giunsero a Iberia con la seconda ondata di profughi e vi si stanziarono. Sono un popolo piccolo e molto socievole e in ottimi rapporti con i Felinidi, con i quali continuano ancora oggi a prestarsi aiuto a vicenda. Fu grazie a loro se oggi il continente iberiano è dotato di magia.

Si distinguono tra le razze per la loro sapienza e capacità magica.
- Felino: i Felini appartengono all'antico popolo dei Neved. Quando arrivarono ad Iberia, diventarono subito amici delle fate. Oggi queste due razze condividono il loro sapere e vivono in perfetta armonia. I felini sono molto vicini alla natura e sono i protettori della terra e del vento. Essi migliorano in continuazione le loro abilità in battaglia e la loro forza mentale, sono quindi sempre in grado di portare a termine i loro incarichi. Eccellono nei combattimenti ravvicinati, sono dotati di una grande forza fisica e di enorme resistenza.

#### Classi
Le classi disponibili sono sei: Guerriero, Arciere, Cavaliere dell'Oscurità, Mago, Sacerdote ed Evocatore.
Non ci sono limitazioni di classe o razza in base al regno d'appartenenza ma a causa del sistema bonus/malus ogni razza ha la sua naturale predisposizione verso una o più specifiche classi.
- Guerriero: il guerriero è una classe progettata per il combattimento corpo a corpo, caratterizzata da una resistenza e una difesa superiori rispetto alle altre classi. I guerrieri rappresentano le prime fila d'attacco di ogni guerra, e insieme ai cavalieri dell'oscurità, sono i più indicati a proteggere le terre conquistate. Sono gli unici a poter usare l'ascia e lo scudo, le armi con il potere offensivo e difensivo più elevato del gioco. Sono in grado di portare armature pesanti e a placche. I valori più importanti per un guerriero sono la forza e la condizione. La razza predisposta a questa classe è quella dei felini.
- Arciere: l'arciere ha la capacità di infliggere dani pesanti ai nemici in movimento ed è esperto nell'uso dell'arco e della balestra. Forti dalla lunga distanza, sono invece vulnerabili nello scontro corpo a corpo, non potendo competere con la potenza di guerrieri e cavalieri. Tuttavia con un buon utilizzo delle sue abilità, può evitare lo scontro ravvicinato o addirittura volgerlo a suo favore. Il valore fondamentale dell'arciere è l'agilità, seguita dalla resistenza. La razza predisposta a questa classe è quella degli umani.
- Cavaliere Dell'Oscurità: il cavaliere dell'oscurità è la classe più insidiosa e imprevedibile, per via della sua capacità unica di rendersi totalmente invisibile. Predilige l'utilizzo di armi Chakram, come biram o artigli, che solo loro possono utilizzare. Possono anche difendersi moderatamente dalla lunga distanza. I loro valori fondamentali sono la potenza, il mana e la vita. La razza predisposta a questa classe è quella dei felini.
- Mago: il mago è la classe con maggiore potere offensivo, ma con la difesa più debole. Nelle guerre infligge danni pesanti e utilizza una varietà di mosse che permettono di immobilizzare l'avversario. Utilizzano armi come verghe, bacchette magiche e scudi magici. Il loro potere si basa sul controllo di tre elementi: Fuoco, Ghiaccio e Fulmine. I valori più importanti sono lo spirito, la saggezza e l'intelletto. La razza predisposta a questa classe è quella delle fate.
- Sacerdote: il sacerdote è una classe dotata di potenti d'attacco a distanza che permettono di danneggiare pesantemente l'avversario. In battaglia è in grado di combinare attacco, supporto e potenziamenti (buff). Nonostante la difesa debole, la presenza di abilità curative le consente di migliorare la propria resistenza. Come armi usa verghe, scudi magici o bacchette. La razza predisposta a questa classe è quella delle fate.
- Evocatore: l'evocatore gode dell'aiuto delle creature più potenti, grazie al quale è in grado di fronteggiare ogni tipo di avversario. L'evocatore è la classe più equilibrata, dotata in egual misura di incantesimi offensivi e difensivi. È la classe con meno danno in assoluto, quindi il suo ruolo in guerra è principalmente quello di supportare il proprio gruppo. Se però le seu evocazioni vengono distrutte, l'evocatore diventa vulnerabile. La razza predisposta a questa classe è quella delle fate.